# Wales (Utah)
Wales – miasto w Stanach Zjednoczonych, w stanie Utah, w hrabstwie Sanpete.